# Ernst Beyer (Pädagoge)

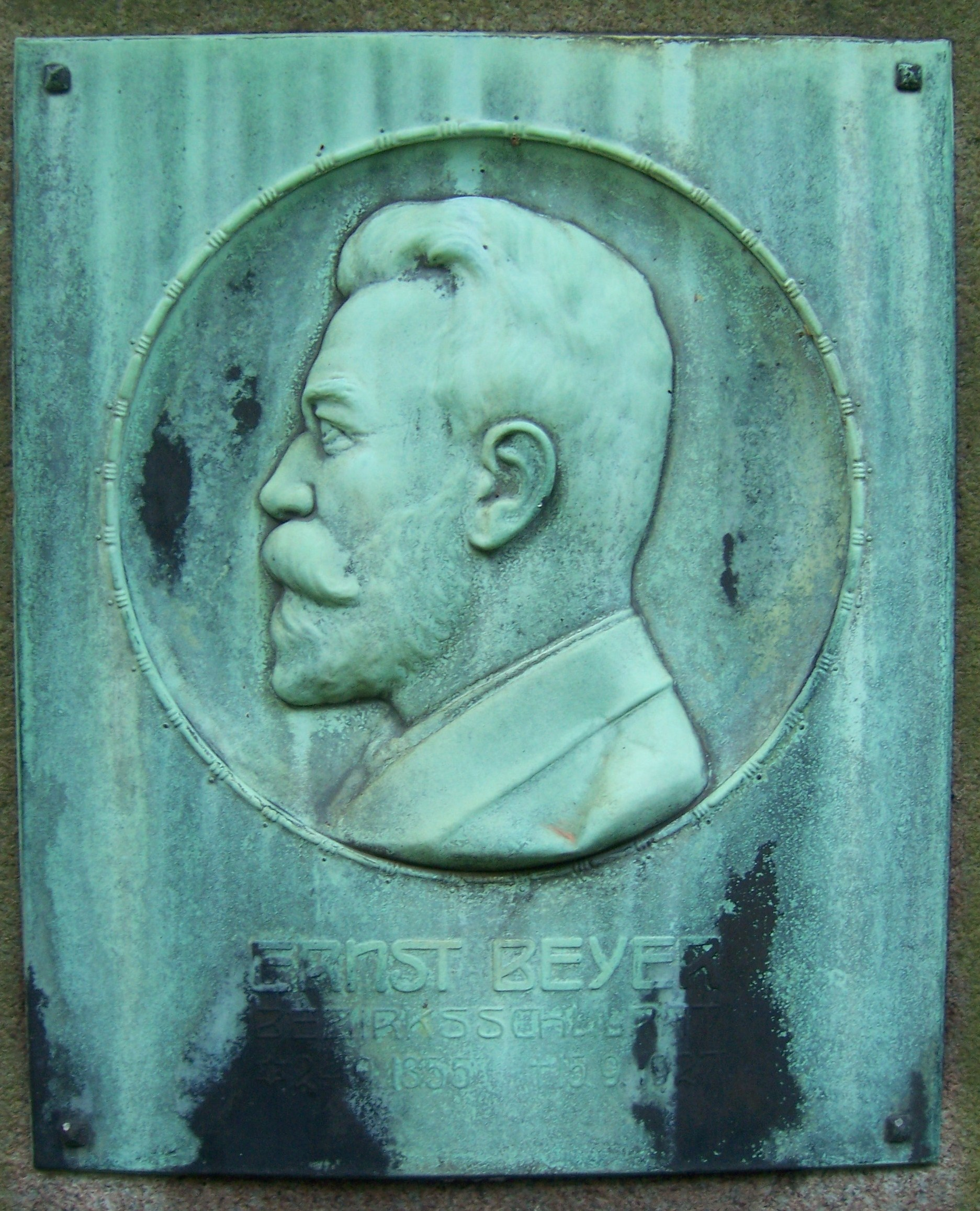
Portraitrelief an seinem Grabstein auf dem Leipziger Südfriedhof (2011)

Ernst Beyer (* 24. September 1855 in Vielau; † 15. September 1927 in Leipzig) war ein deutscher Lehrer und Bezirksschulrat und gilt als Vorkämpfer für Volksbildung, Schule und Lehrerstand.

## Leben
Ernst Beyer wurde als Bergmannssohn in einfachen Verhältnissen in Vielau in der damaligen Kreisdirektion Zwickau geboren. Nach Absolvierung des Lehrerseminars kam er 1877 nach Leipzig. Er wirkte als Lehrer an der 6. Bezirksschule für Knaben und an der 4. Volksschule.
Ab 1881 war er im Leipziger Lehrerverein aktiv als Schriftführer und Vorstandsmitglied tätig. Als 1883 der Verein die Leipziger Lehrerzeitung gründete, wurde er ehrenamtlicher Schriftleiter. Das Blatt prangerte den wachsenden Druck der Reaktion in Deutschland an und verteidigte die humanistischen und demokratischen Ideale des Bürgertums. Eine Maßregelung durch den Rat der Stadt zwang ihn 1890 zur Niederlegung des Schriftleiteramtes.  
Von 1905 bis 1915 war er Vorstandsmitglied des Sächsischen Lehrervereins. Hier setzte er sich für eine angemessene Besoldung seiner Kollegen und für eine generelle Schulgeld-Freiheit ein.
Zu seinem 60. Geburtstag 1915 wurde er Ehrenmitglied des Leipziger Lehrervereins. Zugleich wurde als Ernst-Beyer-Stiftung eine sogenannte Zeitungskasse beschlossen, die einen selbständigen Schriftleiter der Leipziger Lehrerzeitung sicherte.
Von 1919 bis 1922 wirkte Ernst Beyer als Bezirksschulrat.

## Ehrungen

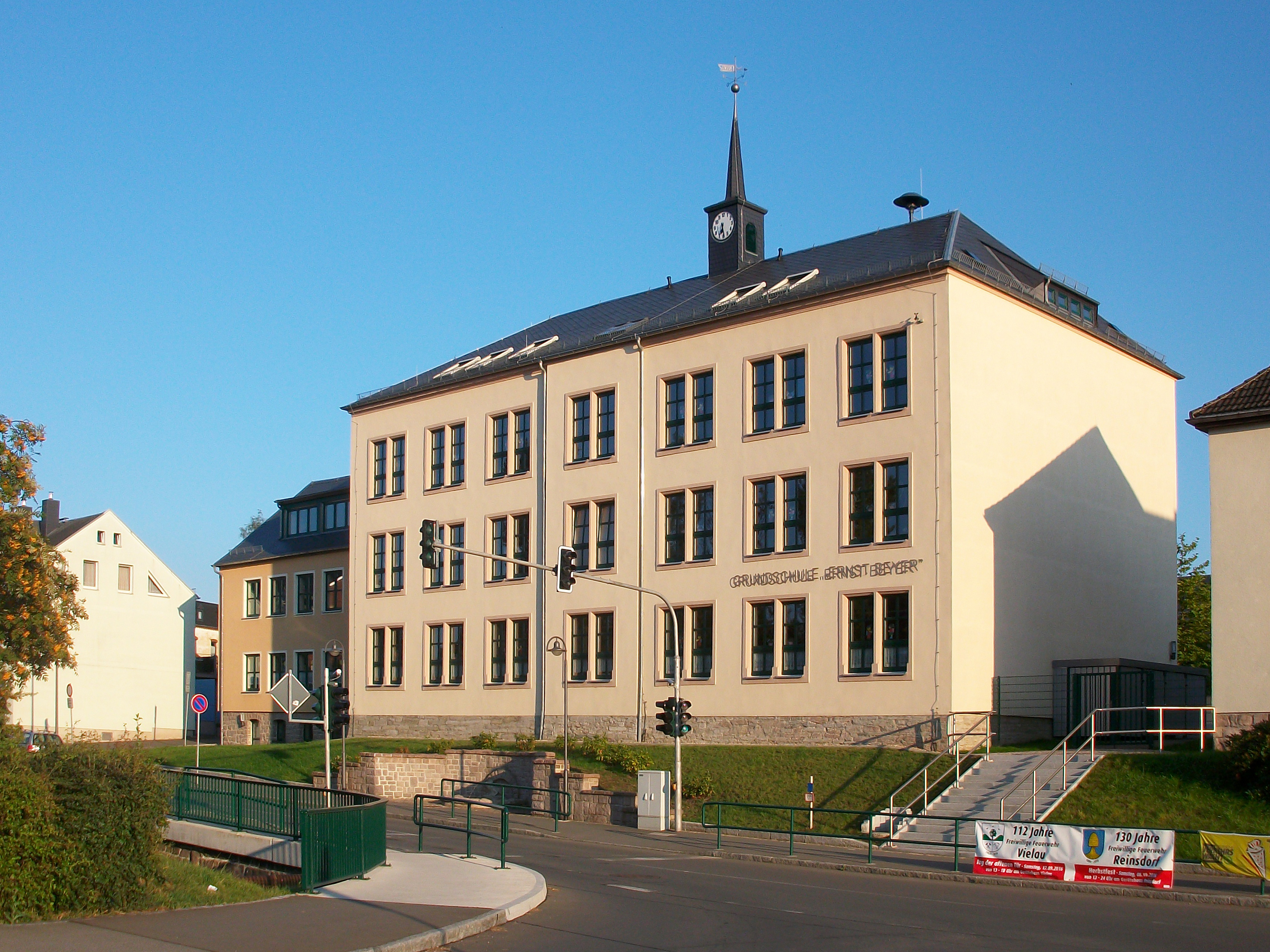
Ernst-Beyer-Schule in Vielau
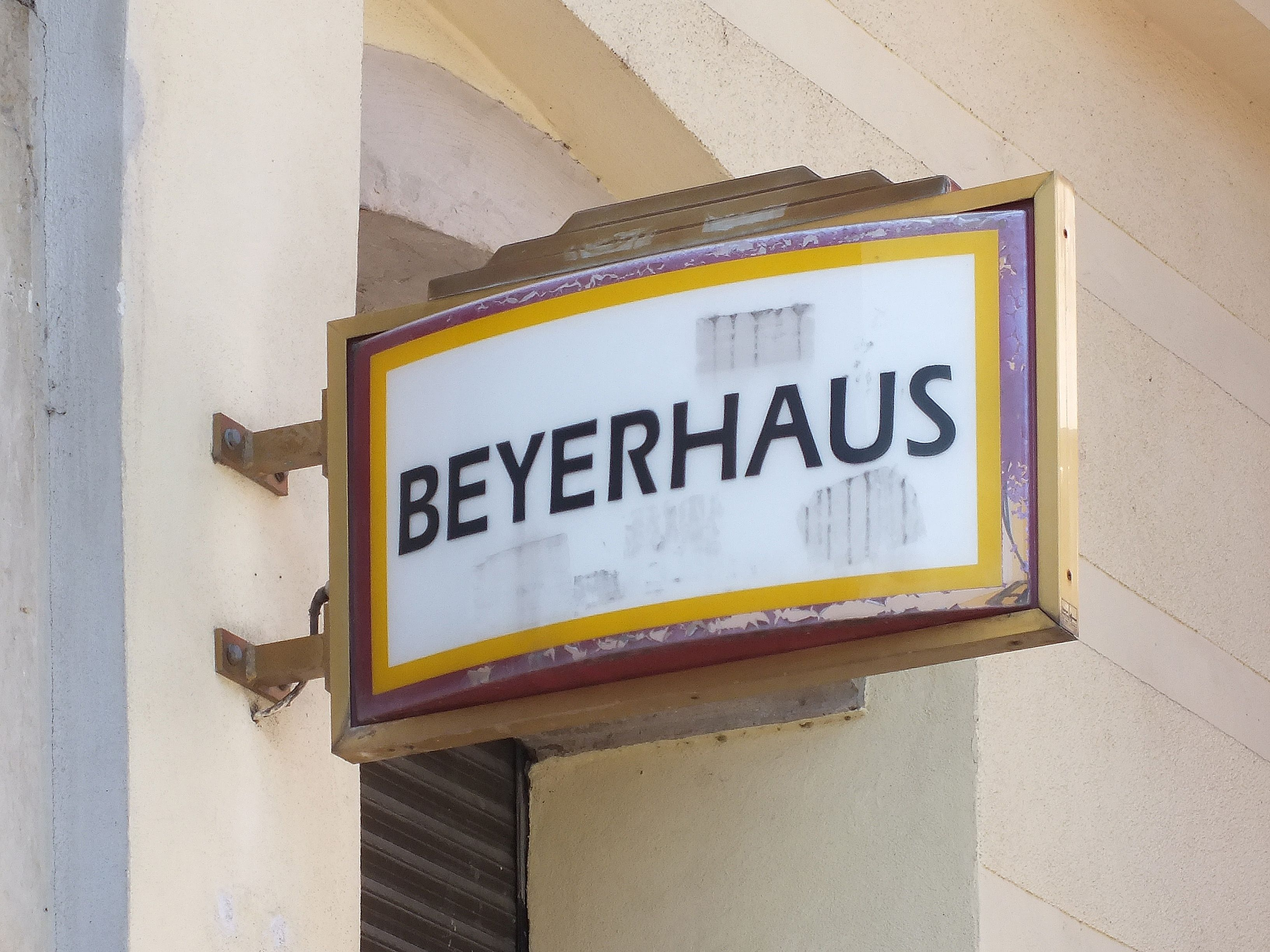
Schild am Leipziger Beyerhaus

- Das ehemalige Vereinshaus des Leipziger Lehrervereins und heutige Veranstaltungshaus in der Ernst-Schneller-Straße trägt seinen Namen (heute nur noch Beyerhaus).
- Bereits 1930 wurde an seinem Geburtshaus in Vielau eine Ehrentafel angebracht.
- Die Grundschule in Vielau (nunmehr Ortsteil von Reinsdorf) heißt Ernst-Beyer-Schule.[1]
- In einem Neubaugebiet in Reinsdorf-Vielau ist eine Straße nach ihm benannt.[2]